# Jacksonville Jaguars 2014
La stagione 2014 dei Jacksonville Jaguars è stata la 20ª della franchigia nella National Football League, la seconda con come capo-allenatore Gus Bradley. La squadra scelse come terzo assoluto nel Draft 2014 il quarterback Blake Bortles che dopo il primo mese di stagione subentrò a Chad Henne come titolare. I Jaguars tuttavia scesero dal record di 4-12 della stagione precedente a 3-13, di nuovo terzi nella AFC South.

## Principali movimenti di mercato

### Acquisti
- DE Red Bryant, firmato l'8 marzo 2014.
- G Zane Beadles, firmato l'11 marzo 2014.
- RB Toby Gerhart, firmato l'11 marzo 2014.
- LB Dekoda Watson, firmato il 12 marzo 2014.
- DE Chris Clemons, firmato il 13 marzo 2014.
- DT Ziggy Hood, firmato il 13 marzo 2014.

### Partenze
- G Uche Nwaneri, svincolato il 4 marzo 2014.
- RB Justin Forsett, svincolato l'11 marzo 2014.
- RB Maurice Jones-Drew, dichiarato free agent l'11 marzo 2014.
- LB Russell Allen, svincolato il 17 aprile 2014.
- G Will Rackley, svincolato il 12 maggio 2014.
- DE Jason Babin, svincolato il 19 giugno 2014.
- G/C Mike Brewster, svincolato 29 agosto 2014.

### Scambi
- QB Blaine Gabbert scambiato coi San Francisco 49ers l'11 marzo 2014 per una scelta del sesto giro del Draft NFL 2014 e una scelta da definire del Draft NFL 2015.

## Scelte nel Draft 2014

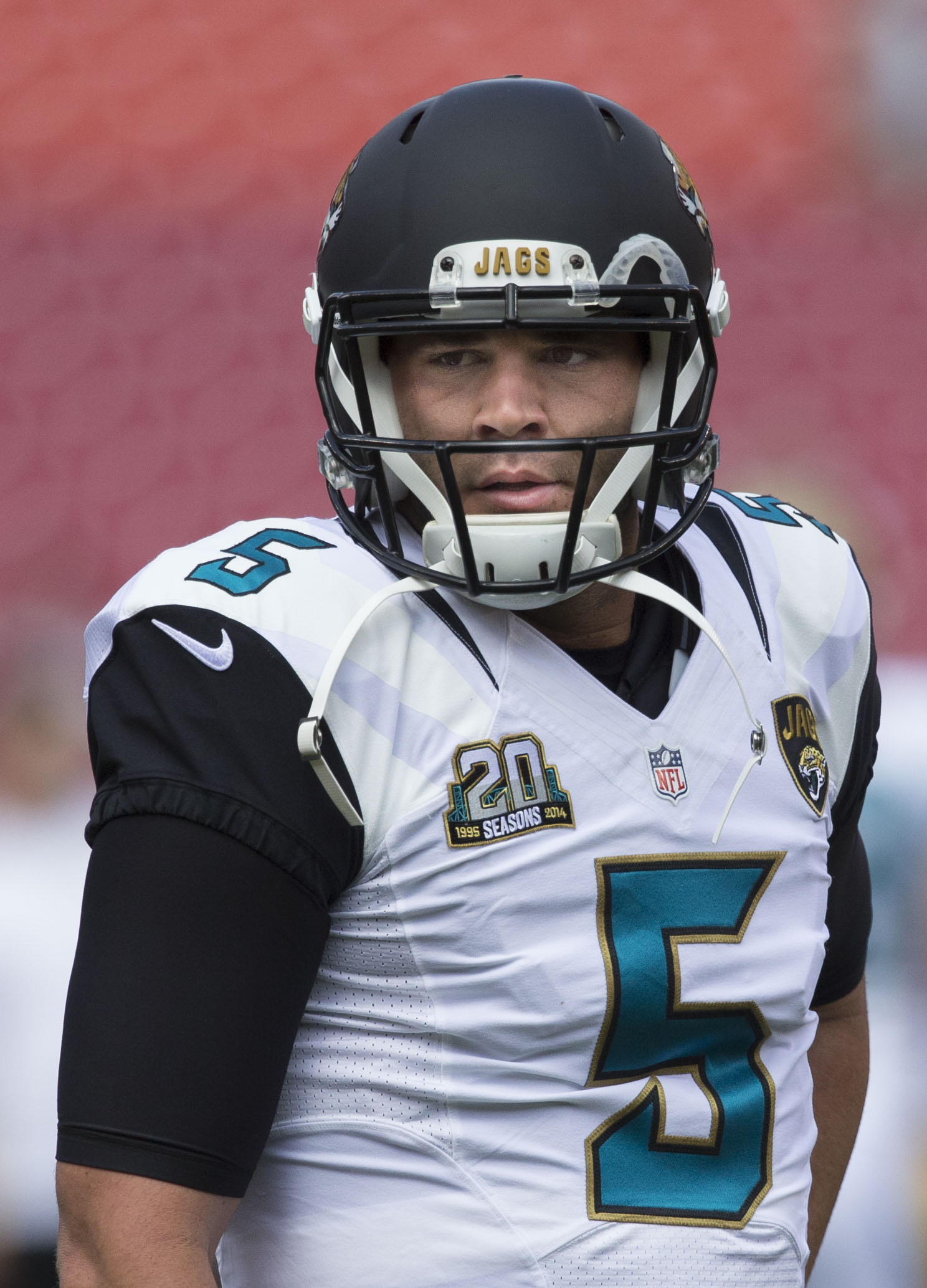
Blake Bortles fu scelto come terzo assoluto nel Draft 2014

| Giro | Scelta | Giocatore      | Ruolo         | College       |
| ---- | ------ | -------------- | ------------- | ------------- |
| 1    | 3      | Blake Bortles  | Quarterback   | UCF           |
| 2    | 39     | Marqise Lee    | Wide receiver | USC           |
| 2    | 61     | Allen Robinson | Wide receiver | Penn State    |
| 3    | 93     | Brandon Linder | Guardia       | Miami (FL)    |
| 4    | 114    | Aaron Colvin   | Cornerback    | Oklahoma      |
| 5    | 144    | Telvin Smith   | Linebacker    | Florida State |
| 5    | 159    | Chris Smith    | Defensive End | Arkansas      |
| 6    | 205    | Luke Bowanko   | Centro        | Virginia      |
| 7    | 222    | Storm Johnson  | Running back  | UCF           |

## Staff
| Staff dei Jacksonville Jaguars nel 2014 |
| --- |
| Organi dirigenziali - Chairman/CEO: Shahid Khan - Presidente: Mark Lamping - Vice presidente senior: Dan Edwards, Hussain Naqi e Scott Massey - General manager: David Caldwell Capo allenatore - Gus Bradley Altri allenatori - Assistente del capo allenatore: Tyler Wolf - Sviluppo della forza e della condizione: Tom Myslinski - Assistente della forza: Cedric Scott e Jess Langvardt - Qualità e controllo dell'attacco: Tony Sorrentino Allenatori dell'attacco - Coordinatore dell'attacco: Jedd Fisch - Quarterback: Frank Scelfo - Running Back: Terry Richardson - Wide Receiver: Jerry Sullivan - Tight End/Assistente dello Special Team: Ron Middleton - Offensive Line: George Yarno - Assistente Offensive Line: Luke Butkus Allenatori della difesa - Coordinatore della difesa: Bob Babich - Assistente della difesa: Brandon Blaney - Defensive Line: Todd Wash - Linebacker: Mark Duffner - Defensive Back: Dewayne Walker - Assistente Defensive Back: Mike Rutenberg Allenatori dello special team - Coordinatore dello Special Team: Mike Mallory - Assistente dello Special Team: Matthew Smiley |

## Roster attuale
| Roster dei Jacksonville Jaguars nel 2014 |
| --- |
| Quarterback - 5 Blake Bortles - 7 Chad Henne Running Back - 21 Toby Gerhart - 34 Storm Johnson - 16 Denard Robinson - 45 Will Taʻufoʻou FB - 30 Jordan Todman Wide Receiver - 12 Mike Brown - 88 Allen Hurns - 11 Marqise Lee - 80 Allen Robinson - 18 Ace Sanders - 84 Cecil Shorts Tight End - 86 Clay Harbor - 89 Marcedes Lewis - 81 Mickey Shuler Jr. Offensive Linemen - 68 Zane Beadles G - 78 Cameron Bradfield T - 70 Luke Bowanko C - 76 Luke Joeckel T - 65 Brandon Linder G - 66 Jacques McClendon G - 67 Austin Pasztor T - 69 Tyler Shatley G - 72 Josh Wells T - 74 Sam Young T Defensive Linemen - 93 Tyson Alualu DE - 90 Andre Branch DE - 79 Red Bryant DT - 91 Chris Clemons DE - 59 Ryan Davis DE - 92 Ziggy Hood DT - 95 Abry Jones DT - 99 Sen'Derrick Marks DT - 97 Roy Miller DT - 98 Chris Smith DE Linebacker - 55 Geno Hayes OLB - 51 Paul Posluszny MLB - 56 LaRoy Reynolds MLB - 50 Telvin Smith OLB - 52 J.T. Thomas OLB Defensive Back - 23 Alan Ball CB - 24 Will Blackmon CB - 37 John Cyprien SS - 26 Josh Evans FS - 27 Dwayne Gratz CB - 22 Winston Guy FS - 31 Jeremy Harris CB - 35 Demetrius McCray CB - 42 Chris Prosinski SS Special Team - 19 Bryan Anger P - 10 Josh Scobee K - 46 Carson Tinker LS Lista delle riserve - 43 Deion Belue CB (IR) - 14 Justin Blackmon WR (Sospeso) - 29 Aaron Colvin CB (NF-Inj.) - 83 Damian Copeland WR (IR) - 17 Tandon Doss WR (IR) - 33 Bradie Ewing FB (IR) - -- Reggie Jordan TE (IR) - 53 John Lotulelei OLB (IR) - 48 Fendi Onobun TE (IR) - 40 Rashaad Reynolds CB (IR) - -- Nathan Slaughter WR (IR) - 62 Matt Stankiewitch C (IR) - 57 Dekoda Watson OLB (Active/PUP) Squadra di allenamento - 73 Cody Booth T - 75 Deandre Coleman DT - 87 Marcel Jensen TE - -- Henry Josey RB - 39 Craig Loston S - 6 Stephen Morris QB - 13 Kerry Taylor WR - -- Tony Washington WR - 48 Marcus Whitfield LB Franchise tag - Nessuno 53 attivi, 11 inattivi, 9 nella squadra di allenamento, 0 free agent |
| Legenda - I rookie sono in corsivo. - Il primo ruolo è il principale mentre gli eventuali successivi indicano i ruoli secondari. - (IR) sta per Injured Reserve ed indica la lista ristretta per un solo giocatore infortunato che può tornare ad allenarsi dopo la settimana 6 e a rientrare in prima squadra dopo che questa ha giocato 8 partite. - (NF-Inj.) / (NF-Ill.) stanno rispettivamente per Non-Football Injured e Non-Football Illness ed indicano le liste dove viene inserito un giocatore che ha un infortunio o una malattia non dipendente dal football americano. - (PUP) sta per Physically Unable to Perform ed indica la lista dove viene inserito un giocatore mentre è in attesa di recuperare la condizione fisica. Nella stagione regolare dopo la sesta partita giocata dalla propria squadra, il giocatore ha tempo tre settimane per riprendere ad allenarsi, più tre settimane aggiuntive dal suo rientro agli allenamenti per rientrare in prima squadra. |

## Calendario

### Stagione regolare
| Turno | Data               | Ora                | Avversario             | Risultati          | Risultati          | Stadio                   | TV                 | NFL.com recap      |
| Turno | Data               | Ora                | Avversario             | Punteggio          | Record             | Stadio                   | TV                 | NFL.com recap      |
| ----- | ------------------ | ------------------ | ---------------------- | ------------------ | ------------------ | ------------------------ | ------------------ | ------------------ |
| 1     | 7/9                | 1:00 p.m.          | at Philadelphia Eagles | S 17–34            | 0–1                | Lincoln Financial Field  | CBS                | Recap              |
| 2     | 14/9               | 1:00 p.m.          | at Washington Redskins | S 10–41            | 0–2                | FedEx Field              | CBS                | Recap              |
| 3     | 21/9               | 1:00 p.m.          | Indianapolis Colts     | S 17–44            | 0–3                | EverBank Field           | CBS                | Recap              |
| 4     | 28/9               | 4:05 p.m.          | at San Diego Chargers  | S 14–33            | 0–4                | Qualcomm Stadium         | CBS                | Recap              |
| 5     | 5/10               | 1:00 p.m.          | Pittsburgh Steelers    | S 9–17             | 0–5                | EverBank Field           | CBS                | Recap              |
| 6     | 12/10              | 1:00 p.m.          | at Tennessee Titans    | S 14–16            | 0–6                | LP Field                 | CBS                | Recap              |
| 7     | 19/10              | 1:00 p.m.          | Cleveland Browns       | V 24–6             | 1–6                | EverBank Field           | CBS                | Recap              |
| 8     | 26/10              | 1:00 p.m.          | Miami Dolphins         | S 13–27            | 1–7                | EverBank Field           | CBS                | Recap              |
| 9     | 2/11               | 1:00 p.m.          | at Cincinnati Bengals  | S 23–33            | 1–8                | Paul Brown Stadium       | CBS                | Recap              |
| 10    | 9/11               | 1:00 p.m.          | Dallas Cowboys         | S 17–31            | 1–9                | Wembley Stadium (Londra) | Fox                | Recap              |
| 11    | Settimana di pausa | Settimana di pausa | Settimana di pausa     | Settimana di pausa | Settimana di pausa | Settimana di pausa       | Settimana di pausa | Settimana di pausa |
| 12    | 23/11              | 1:00 p.m.          | at Indianapolis Colts  | S 3–23             | 1–10               | Lucas Oil Stadium        | CBS                | Recap              |
| 13    | 30/11              | 1:00 p.m.          | New York Giants        | V 25–24            | 2–10               | EverBank Field           | Fox                | Recap              |
| 14    | 7/12               | 1:00 p.m.          | Houston Texans         | S 13–27            | 2–11               | EverBank Field           | CBS                | Recap              |
| 15    | 14/12              | 1:00 p.m.          | at Baltimore Ravens    | S 12–20            | 2–12               | M&T Bank Stadium         | CBS                | Recap              |
| 16    | 18/12              | 8:25 p.m.          | Tennessee Titans       | V 21–13            | 3–12               | EverBank Field           | NFLN               | Recap              |
| 17    | 28/12              | 1:00 p.m.          | at Houston Texans      | S 17–23            | 3–13               | NRG Stadium              | Fox                | Recap              |

Notes
 #  Indica una gara di International Series a Londra.
- Gli avversari della propria division sono in grassetto.